# Колмаков, Виктор Павлович
Виктор Павлович Колмаков (29 сентября 1913 с. Большая Иня, Красноярский край, Россия — 20 марта 1973, Одесса, Украина) — советский, украинский ученый-криминалист, доктор юридических наук, профессор, заведующий кафедрой криминалистики Харьковского юридического института (1952—1957), директор Харьковского научно-исследовательского института судебных экспертиз (1950—1957), заведующий кафедрой Одесского государственного университета (1967—1973).

## Биография
Родился 29 сентября 1913 года по деревне Большая Иня Минусинского района Красноярского края (Российская Федерация). В 1927 году начал работать в колхозе. 1936 году окончил Свердловский юридический институт. Учился в аспирантуре Харьковского юридического института (сейчас Национальный университет «Юридическая академия Украины имени Ярослава Мудрого») под руководством Н. Н. Бокариуса, по окончании которой работал в органах военной юстиции действующей армии. Во время Великой Отечественной войны был прокурором дивизии, следователем военной прокуратуры фронта, экспертом — криминалистом судебно-медицинской лаборатории. С 1945 года — старший научный сотрудник Харьковского научно-исследовательского института судебных экспертиз, а с 1946 по 1967 — директор института. Одновременно (1952—1957) возглавлял кафедру криминалистики Харьковского юридического института. Был руководителем кандидатских диссертаций А. Н. Колесниченко, В. Е. Коноваловой, Г. А. Матусовского. С 1957 по 1959 согласно правительственному распоряжению находился в заграничной командировке в Китайской народной республике, в Шанхае, оказывая помощь в учебной, методической и научно-исследовательской работе. С 1967 г. заведовал кафедрами криминалистики, уголовного права и процесса Одесского государственного университета (сейчас Одесский национальный университет имени И. И. Мечникова), был деканом юридического факультета. Умер 20 марта 1973 года в г. Одесса. Похоронен на Втором христианском кладбище.

## Научная деятельность
Направления научной деятельности — криминалистика, судебная экспертиза. Уделял значительное внимание проблемам общей теории криминалистики, теории идентификации. Подготовил 30 кандидатов юридических наук.
Опубликовал около 130 научных работ. Был членом правления Всесоюзного научного общества судебных медиков и криминалистов, Всесоюзного координационного бюро по криминалистике, Научно-консультативного Совета Верховного Суда УССР, членом редколлегии или редактором многих сборников научных работ.

## Избранные публикации
- «Неотложные следственные действия при расследовании разбоев» (1950);
- «Криминалистика» (1952, 1953, 1958, 1962, 1968, в соавт.)
- «Тактика производства следственного осмотра и следственного эксперимента» (1956);
- «Расследование убийств» (1958);
- «Некоторые вопросы криминалистической профилактики преступлений» (1961);
- «Следственный осмотр» (1969);
- «Введение в курс науки советской криминалистики» (1973),
- «Советская криминалистика (криминалистическая техника и следственная тактика)» (1973),
- «Идентификационный действия следователя» (1977),
- «Избранные труды по криминалистике» (2008).

## Награды
Награждён Почетной грамотой Президиума Верховного Совета Украинской ССР и медалями, в том числе медалью «За отвагу».